# Sokodé
Sokodé (Sockden en allemand) est une ville togolaise, et chef-lieu de la région centrale, considérée comme la deuxième plus grande du pays après Lomé, avec une population d’environ 118 852 habitants. Elle compte cinq préfectures. Elle est située au centre du pays, à mi-chemin entre le climat tropical du bord de mer et le climat sec du Sahel. C'est la ville des Kotokolis, du nom de l’ethnie majoritaire, et le chef-lieu de la province du Centre et de la préfecture de Tchaoudjo.

## Histoire
Aux vieilles souches autochtones de la région se sont mélangés dans un premier temps des immigrés gourma, issus de la partie orientale de la Boucle du Niger, entre Ouagadougou et Niamey. Ils apportèrent la structuration politique en chefferies. À cette structure, commerçants et artisans soudanais (les Mandingues, originaires du Mali historique) et hausas ajoutèrent dès le XVIe siècle un élément dynamique décisif, qui fera la réussite de la ville : l’islam, et, avec lui, le sens des affaires liées aux relations commerciales. En choisissant, fin 1897, d’installer un poste à Sokodé, les Allemands entérineront le rôle commercial de ces chefferies kotokoli.
La ville s’est donc développée à l’époque précoloniale en tant que carrefour commercial sur la route de la cola entre le Ghana et le Bénin, puis, aujourd’hui, comme lieu de passage obligé sur le seul axe routier nord-sud du Togo, reliant la capitale Lomé au Burkina Faso. Son urbanisation s’est accélérée lors de la colonisation. La ville est constituée d'anciens villages devenus aujourd'hui de véritables quartiers urbains. Sa croissance a aussi été l’œuvre de villages entiers qui se sont rapprochés de la ville et des migrations interurbaines.
Sokodé est aujourd’hui encore gérée de manière complémentaire par la mairie et les chefs coutumiers traditionnels. Historiquement, les chefferies des différents villages étaient englobées dans une chefferie suprême, celle de Tchaoudjo. À chaque changement de règne, le nouveau souverain devait être pris, à tour de rôle, dans une autre localité (toujours entre les villages constitutifs, au nombre de sept). Ce sont les Daro de Tchalo, village au sud de Sokodé, qui étaient chargés du choix des nouveaux chefs. Les musulmans de Didaouré restèrent à l’écart de cette construction politique, tout en bénéficiant d’une large autonomie, avec à leur tête un chef des musulmans (malwa-uro), aidé par deux femmes : Nana Gnô et Kpegna, respectivement la mère du chef et la chargée des affaires feminines, toujours issu du groupe patronymique des Tourés- et sous la responsabilité directe du chef suprême. Aujourd’hui, c’est le chef de Komah qui assume le rôle suprême (la regence).

## Géographie

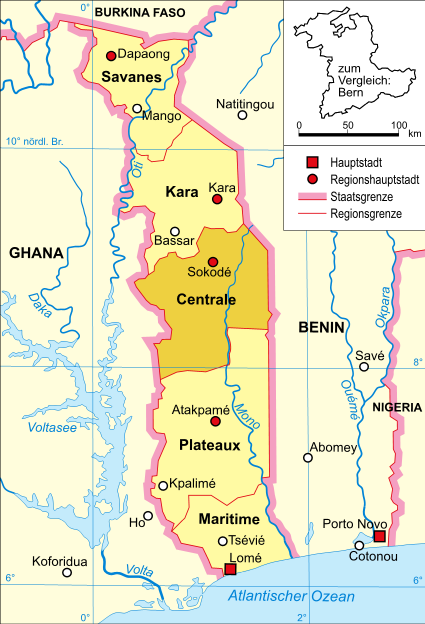
Sokodé et la Région Centrale

Sokodé est caractérisée par un réseau hydrographique très dense et un relief collineux. Les deux rivières principales sont le Kpondjo et le Kpandi, qui se jettent dans la Na. Cette dernière aboutit dans le fleuve Mono. La frontière entre le bassin versant du Mono et le bassin du Volta se situe à quelques kilomètres au nord de la ville. On se trouve alors dans le bassin-versant de la rivière Mô.

## Climat
Située à une altitude moyenne de 340 m, à mi-chemin entre l’océan et la bande sahélienne, Sokodé (8°59’N-1°09’E) jouit d’un climat de transition. C’est un climat tropical, à deux saisons bien marquées : la saison des pluies, qui va d’avril à octobre, avec un pic de juillet à septembre, et la saison sèche, de novembre à mars. Les précipitations se situent entre 1 200 et 1 500 mm par an et le nombre de jours de pluie varie entre 100 et 130. La température moyenne est de 26 °C (1961-1990). L’évaporation est élevée, estimée à 1 500 mm/an, et est particulièrement marquée en période d’harmattan, de novembre à janvier. Le taux d’humidité est très variable, et dépend de tous les facteurs précités.

## Société

### Population
Sokodé est la ville ayant la plus forte proportion de population musulmane du Togo. 70 % de la population est musulmane, les 30 % restants étant chrétiens, en grande majorité catholiques .
La plupart des habitants de Sokodé parlent le kotokoli (ou tem). L’ethnonyme kotokoli correspond à l’appellation qui était donnée à ces locuteurs du tem par les commerçants soudanais de la Boucle du Niger. De nombreuses autres langues togolaises y sont parlées, en particulier l’ewé, la langue dominante du sud du pays, et le kabyé, langue dominante de la région de Kara, plus au nord. Le kotokoli et le kabyé sont deux langues proches.

### Santé

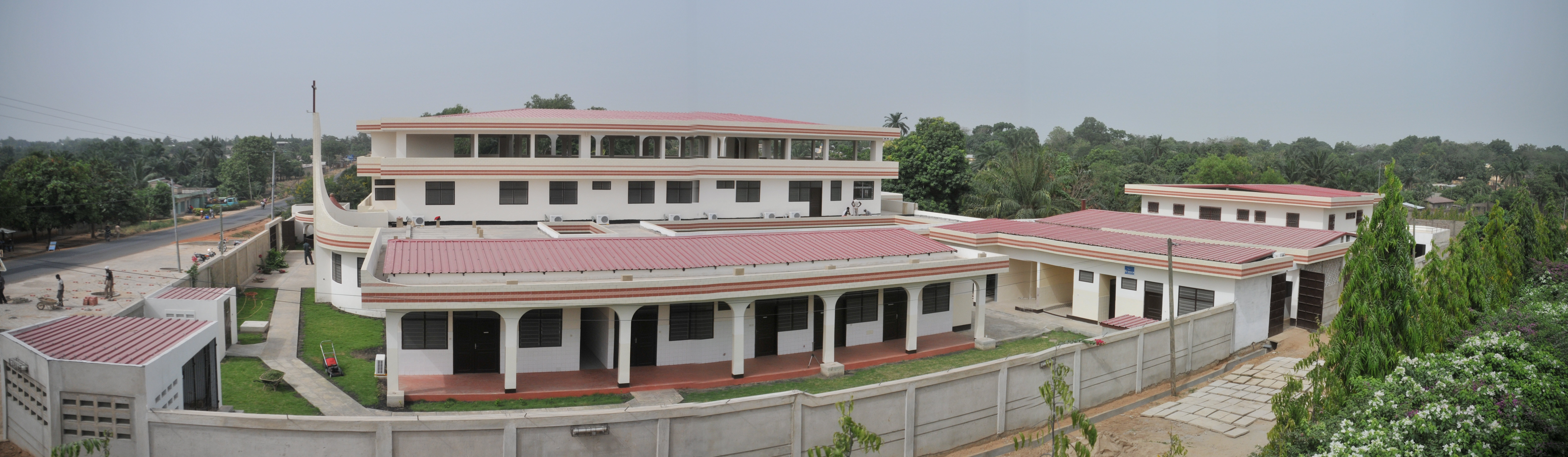
Centre médical La Source.

La ville de Sokodé compte un Centre Hospitalier Régional comme dans chacune des régions du Togo. Il existe aussi des structures de soins au sein de la ville : clinique du Parc (en face de l'hôtel central), clinique Kossobio, Centre médical du Puits de Jacob (quartier Kpangalam), polyclinique (quartier administratif), Centre de Santé de l'Espérance (quartier Kouloundè), dispensaire du Kparatao ou encore le centre de santé situé à Kolowaré (nom de la même ville), sur la route de Tchamba.
Concernant la psychiatrie, l'Association Saint Camille de Lellis est présente à Sokodé et y a un centre spécialisé en psychiatrie communautaire.

### Éducation
Historiquement, Sokodé a été pendant longtemps une ville de premier choix en termes d'études et d'éducation. De nombreux cadres togolais actuels et anciens ont été formés au Lycée d'Enseignement Technique et Professionnel (LETP-Sokodé, situé dans le quartier administratif) créé par décret le 21 septembre 1922 qui fut un des premiers établissements de renom du pays.
Aujourd'hui, cette dynamique s'est estompée. Certains établissements d'enseignement secondaire proposent tout de même des formations de qualité : Lycée Moderne et LETP pour le public, complexes scolaires Bakhita (quartier Kpangalam) et de l'Assomption (quartier Komah) pour le privé.
Sokodé n'a pas d'université publique, au nombre de deux dans le pays (Lomé et Kara). Cependant, plusieurs instituts privés ont vu le jour récemment. C'est le cas par exemple de l'IFNTI.

## Architecture et urbanisme

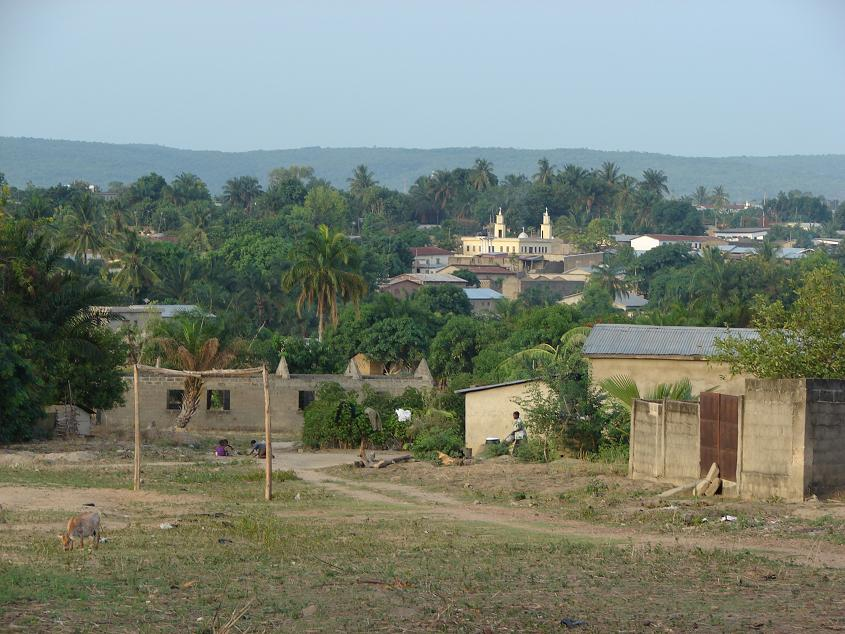
Quartier de Kpangalam

Du point de vue de l’habitat, on peut scinder la ville en deux parties : le centre, avec une très forte densité d’habitat, de type traditionnel, et les périphéries, à l’habitat de moins en moins en dense à mesure que l’on s’éloigne du centre. Les matériaux modernes se substituent de façon croissante aux matériaux traditionnels (banco) lorsque l’on suit cette même progression.

## Économie
L’économie de Sokodé est orientée par les secteurs des transports, du commerce, de l’artisanat et de l'agriculture. Il n’y a pas d’activité industrielle.

### Agriculture

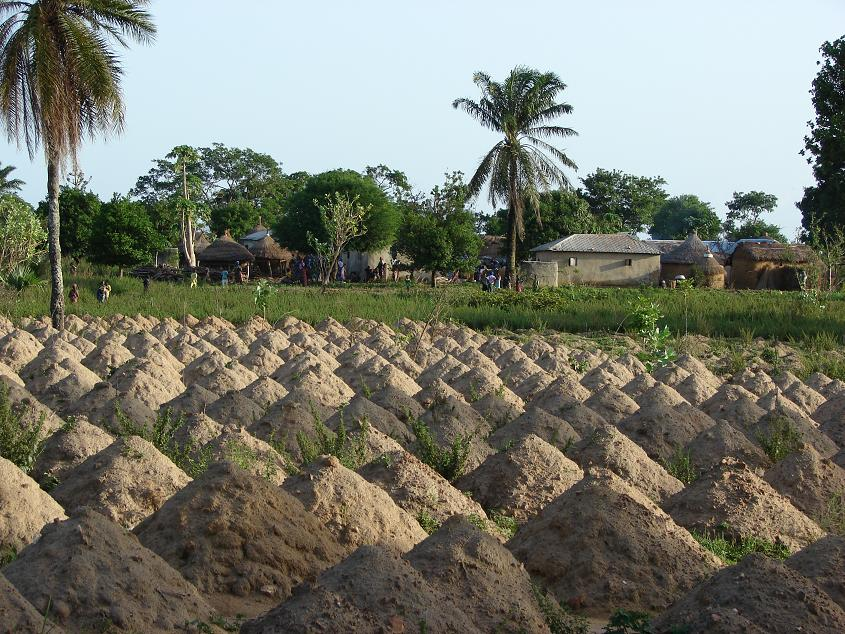
Champs de manioc, autour de Sokodé

De nombreux agriculteurs, maraîchers et éleveurs vivent sur les pourtours de Sokodé. Les maraîchers sont regroupés en particulier le long des rivières Kpondjo et Inusayo. La plupart des zones de maraîchage sont des zones inondables ; les maraîchers commencent donc à cultiver après la saison des pluies. Durant cette dernière, ils se convertissent en agriculteurs : ils cultivent alors du maïs sur leurs terres non inondées. Les agriculteurs cultivent avant tout du maïs, du manioc, de l’igname, du piment et des haricots.
Les éleveurs font pour la plupart partie de l’ethnie peul. De nombreux Peuls se sont sédentarisés autour de Sokodé. Ils élèvent des troupeaux de vaches et cultivent les champs. Parallèlement, des Peuls nomades passent fréquemment près de Sokodé, avec leurs troupeaux de zébus en route entre le Burkina Faso et le Nigeria.

## Fêtes
Adossa - Gadao
La dénomination Adossa-Gadao est l'expression commune pour désigner deux grandes fêtes Tem à savoir Adossa pour la communauté de Didaouré fortement islamisée et  Gadao pour les Tem .
Adossa est la danse de couteau exécutée par les clans Traoré, Touré, Mendè, Cissé, Fofana qui peuplent Didaouré. Elle se déroule au cours du 3e mois de l'année lunaire islamique, plus précisément au 11è jour qui correspond à la naissance du prophète Mahomet .
L'histoire de Gadao est liée au jaillissement d'un étang d'eau intarissable en un endroit qui prit le nom de Tabalo et où s'était enfoncé le chef des Mola en y laissant une Chéchia rouge. Dès lors, le nom de Gadao est devenu un mythe et est célébrée afin de remercier les ancêtres pour l'abondance des récoltes.

La fête Adossa-Gadao qui suit le calendrier islamique n'a pas de mois fixe de célébration à Sokodé.

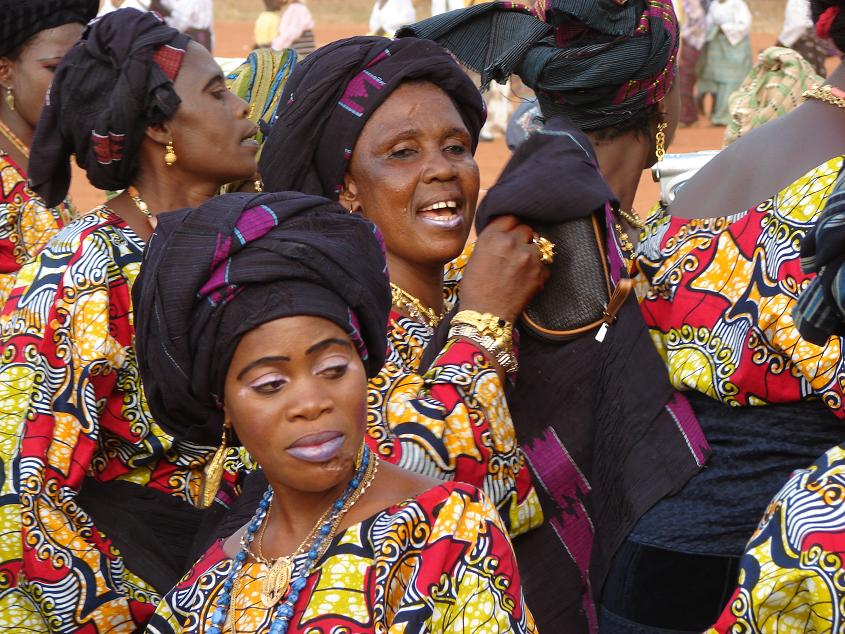
Danseuses à la fête de Kosso.
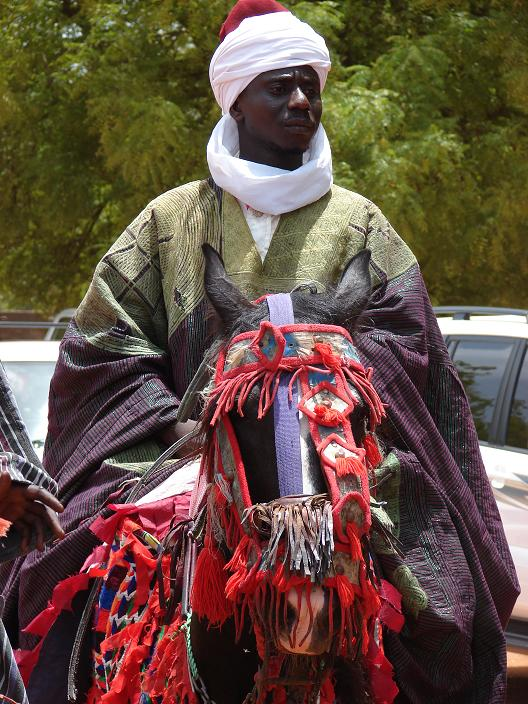
Cavalier mimant un guerrier semassi.
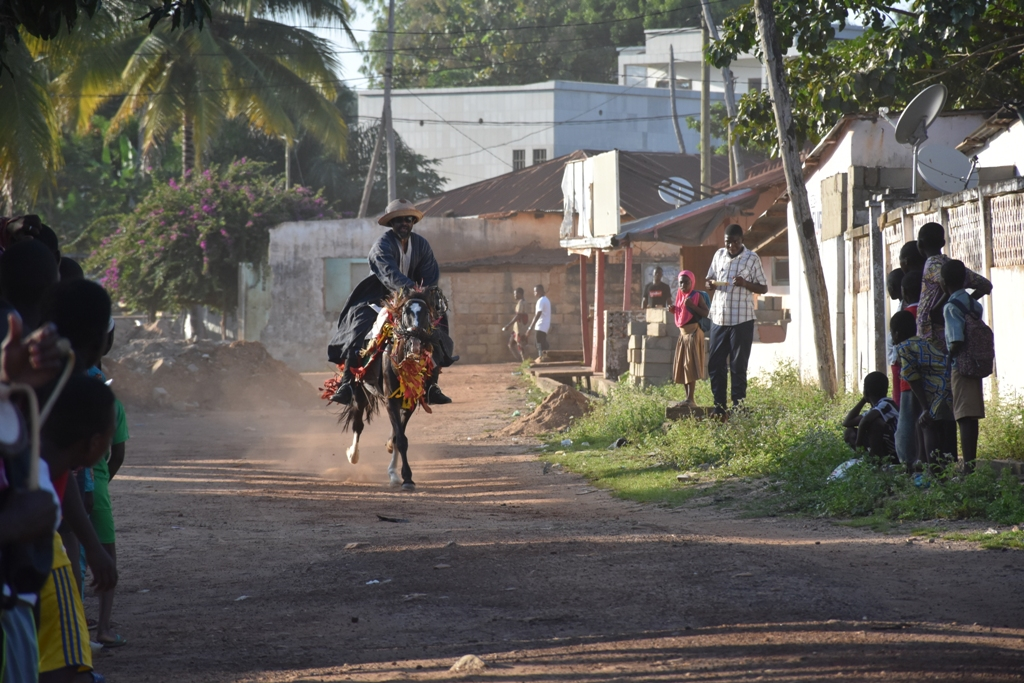
Cavalier Tem (2019).

## Lieux de culte

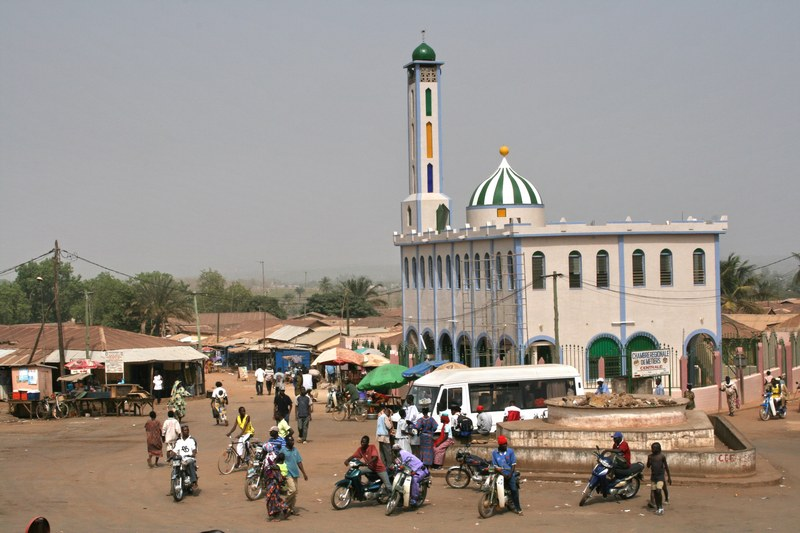
Mosquée du grand marché de Sokodé

Parmi les lieux de culte, il y a principalement des mosquées musulmanes . Il y a aussi des Églises et des temples chrétiens : Diocèse de Sokodé (Église catholique), Église évangélique presbytérienne du Togo (Communion mondiale d'Églises réformées), Convention baptiste du Togo (Alliance baptiste mondiale), Living Faith Church Worldwide, Redeemed Christian Church of God, Assemblées de Dieu .